# Colegio Mayor de San Ildefonso
El Colegio Mayor de San Ildefonso de Alcalá de Henares (Comunidad de Madrid, España) fue fundado en 1499 por el Cardenal Cisneros como origen de la Universidad de Alcalá histórica. Fue clausurado como colegio mayor en septiembre de 1798. Actualmente es el rectorado de la nueva Universidad de Alcalá.

## Edificio
Es el edificio principal de la Universidad de Alcalá y el más notable símbolo de la misma. Es una de las más importantes obras del Renacimiento español y declarado Patrimonio de la Humanidad, junto con el resto del casco histórico de Alcalá de Henares.

### Fases de su construcción

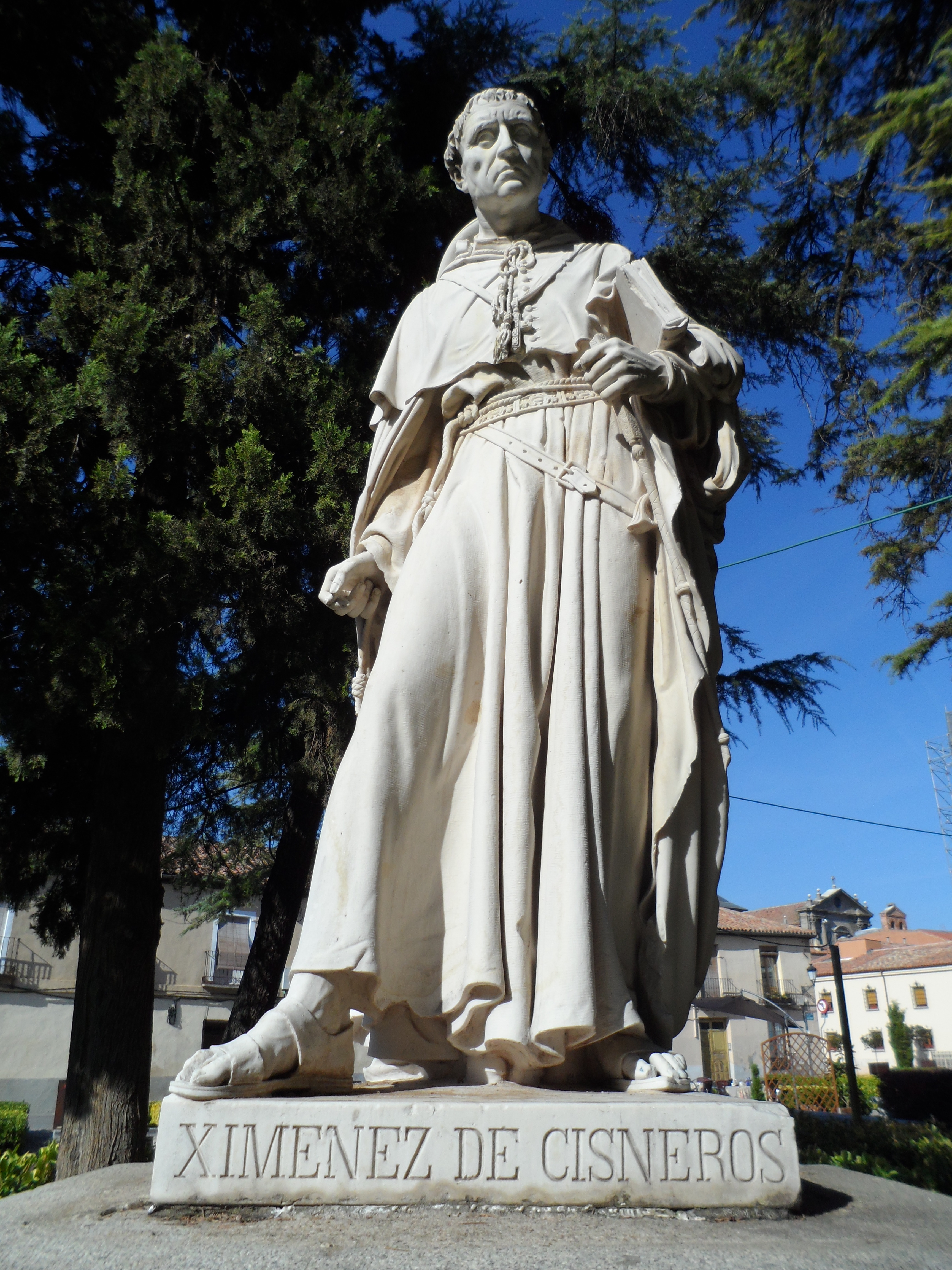
Escultura del Cardenal Cisneros situada delante del Colegio Mayor de San Ildefonso de Alcalá de Henares.

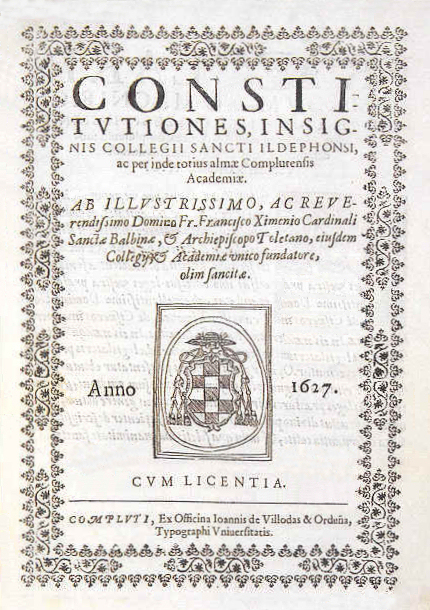
Constituciones del Colegio San Ildefonso, edición de 1627.

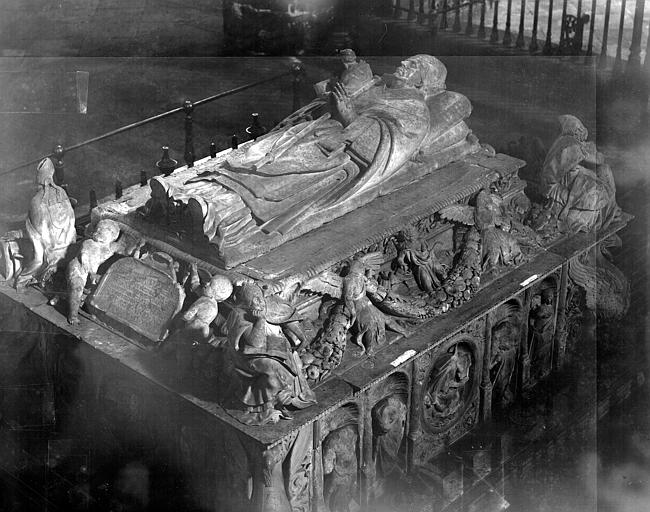
Cenotafio del Cardenal Cisneros, obra de Domenico Fancelli y Bartolomé Ordóñez, en la capilla de San Ildefonso (aunque se encuentra vacía, ya que el cardenal se halla enterrado en la Catedral Magistral) de Alcalá de Henares.

El edificio fue comenzado a iniciativa del Cardenal Cisneros, en el trasfondo de la creación de la Universidad de Alcalá histórica, con la idea de que sirviera a los propósitos reformadores del Cardenal, y mejorase la formación de los clérigos y hombres de Iglesia de la época. La primera piedra fue colocada el 14 de marzo de 1499, siguiendo el trazado diseñado por Pedro de Gumiel.
Del conjunto, la Capilla de San Ildefonso, cuya función era servir de iglesia al Colegio, fue terminada en 1510, y en ella se encuentran enterrados Francisco Vallés de Covarrubias y Elio Antonio de Nebrija; posee asimismo el rico monumento sepulcral de Domenico Fancelli y Bartolomé Ordóñez destinado al Cardenal Cisneros, pero este se encuentra vacío, ya que el cardenal se halla enterrado en la Catedral Magistral.
Las obras del Paraninfo, hoy mundialmente célebre por ser, anualmente, lugar de entrega del Premio Cervantes, comenzaron en 1516. Fueron Gutiérrez de Cárdenas y Pedro de Villarroel quienes realizaron las yeserías, y la carpintería corrió a cargo de Andrés de Zamora, Bartolomé Aguilar, Pedro Izquierdo y Hernando de Sahagún.
En torno al estilo del conjunto, han sido empleados diversos términos caracterizadores: "estilo Cisneros", plateresco o "de transición". En las obras citadas, prevalece una mezcolanza de estilos, desde el gótico tardío al Renacimiento, pasando por elementos constructivos y ornamentales del mudejarismo, etc.
Se realizó asimismo un patio principal en ladrillo, que luego sería sustituido por el famoso Patio, hoy llamado de Santo Tomás de Villanueva, obra ya realizada en el siglo XVII.

### Fachada
La fachada, es sin lugar a dudas, la más conocida y bella obra de Rodrigo Gil de Hontañón y fue iniciada en 1537, concluyéndose en 1553. Está realizada en piedra caliza de Tamajón. Algunos historiadores del arte la han calificado como "uno de los ejemplos más armónicos y proporcionados de la arquitectura española del siglo XVI". Está diseñada en forma de retablo de tres cuerpos desiguales en altura, con portada monumental y superposición de órdenes. Cada uno de los cuerpos de la fachada posee un programa iconográfico que corresponde a un estado del saber, con la teología como epicentro, representada por las representaciones escultóricas de los Padres de la Iglesia (San Agustín, San Jerónimo, San Ambroio y San Gregorio), colocadas dentro de cuatro medallones, obra del escultor Claudio de Arciniega, sobre cada una de las cuatro ventanas del primer nivel. Junto a estos medallones, las esculturas de atlantes, alabarderos, y una gran galería superior con ventanas, realizadas por el imaginero Claudio entre 1542 y 1548, aportan un característico aire clásico a la obra, si bien, esta no sigue cánones o reglas vitrubianas.
La calle central de la fachada del edificio está rematada por una imagen del Pantocrátor sobre la cual se colocó una inscripción con el monograma XPS (Christus) e inmediatamente debajo se esculpió un gran escudo imperial de Carlos V, realizado por el escultor salmantino Juan Guerra en 1552. Dentro del escudo, entre las simbólicas columnas de Hércules y las dos figuras de reyes de armas, aparecen la divisas "PLUS ULTRA" grabadas dentro de dos cartelas con letras capitales cuadradas de gran tamaño, a imitación de los modelos de la antigüedad romana. El blasón imperial es, sin lugar a dudas, el elemento más destacado de la parte superior de la fachada del Colegio Mayor de San Ildefonso, y fue colocado en reconocimiento del patronato que el monarca Carlos I ostentaba en dicha Universidad, según lo dispuesto en las Constituciones cisnerianas, promulgadas el 22 de enero de 1510.

### Interior
El patio mayor de Escuelas, también llamado de Santo Tomás de Villanueva, fue iniciado, al demolerse el inicial de ladrillo, en 1617, con proyecto de Juan Gómez de Mora, y fue rematado en 1662, por José Sopeña. De tres pisos, friso y balaustrada, lleva el nombre de uno de los más notados alumnos complutenses, y primer Santo, salido de sus aulas. En la parte superior del mismo, aparecen las palabras latinas atribuidas por la tradición al Cardenal Cisneros, cuando el rey Fernando el Católico se burló de la pobreza del primer patio: Et luteam olim celebra marmoream, "Lo que antes se construye en barro, hoy se celebra en piedra".
Del antiguo patio de Filósofos, citado entre otros por Quevedo en el Buscón, poco queda al haber sido empleado en el siglo XIX para usos industriales tras el cierre de la Universidad.
A continuación, el Patio Trilingüe —que perteneció al Colegio de San Jerónimo, levantado entre 1564 y 1570 por Pedro de la Cotera—, que recibe este nombre por haber acogido a estudiantes de latín, griego y hebreo, es un característico espacio renacentista, en dos cuerpos, cuya balaustrada en gran medida se ha perdido. Contiguo al Paraninfo y a la Hostería del Estudiante, cierra el edificio por su parte meridional.

### Decadencia
Tras la desamortización de Mendizabal y el traslado de la Universidad de Alcalá en 1836, el edificio fue abandonado. En 1846, Joaquín Alcober lo adquiere mediante subasta para cultivo de la morera, la cría del gusano de seda y la construcción de una hilatura. En 1847 se lo vende a Joaquín Cortes, y éste, en 1850, a Javier de Quinto y a su esposa, Elisa de Roda, que lo expolian. Ante esta desastrosa situación se constituye el 12 de enero de 1851 la "Sociedad de Condueños de los edificios que fueron Universidad" con el fin de conservar su patrimonio artístico. Para mantener los edificios, cedieron los terrenos y edificios del Colegio Mayor de San Ildefonso primeramente para Academia de Caballería (1851-1852), después para colegio a los Padres Escolapios (1861-1931) y como Instituto Complutense de Enseñanzas Medias (1931-1943). Posteriormente al Centro de Formación y Perfeccionamiento de Funcionarios (1959-1991) que desde 1968 se denominó Escuela Nacional de Administración Pública (ENAP) y desde 1977 Instituto Nacional de Administración Pública (España) (INAP); este organismo fundó en 1961 el "Museo Histórico de la Administración Española" (MHA), siendo su directora Isabel de Ceballos-Escalera y Contreras hasta 1989; en la actualidad el INAP aún mantiene una de sus sedes en la tercera planta de este edificio histórico.

### Rectorado de la Universidad de Alcalá
En la actualidad es la sede del rectorado de la Universidad de Alcalá.
En 1998 fue declarado Patrimonio de la Humanidad, como parte de la Universidad de Alcalá y del recinto histórico de Alcalá de Henares.

## Colegiales

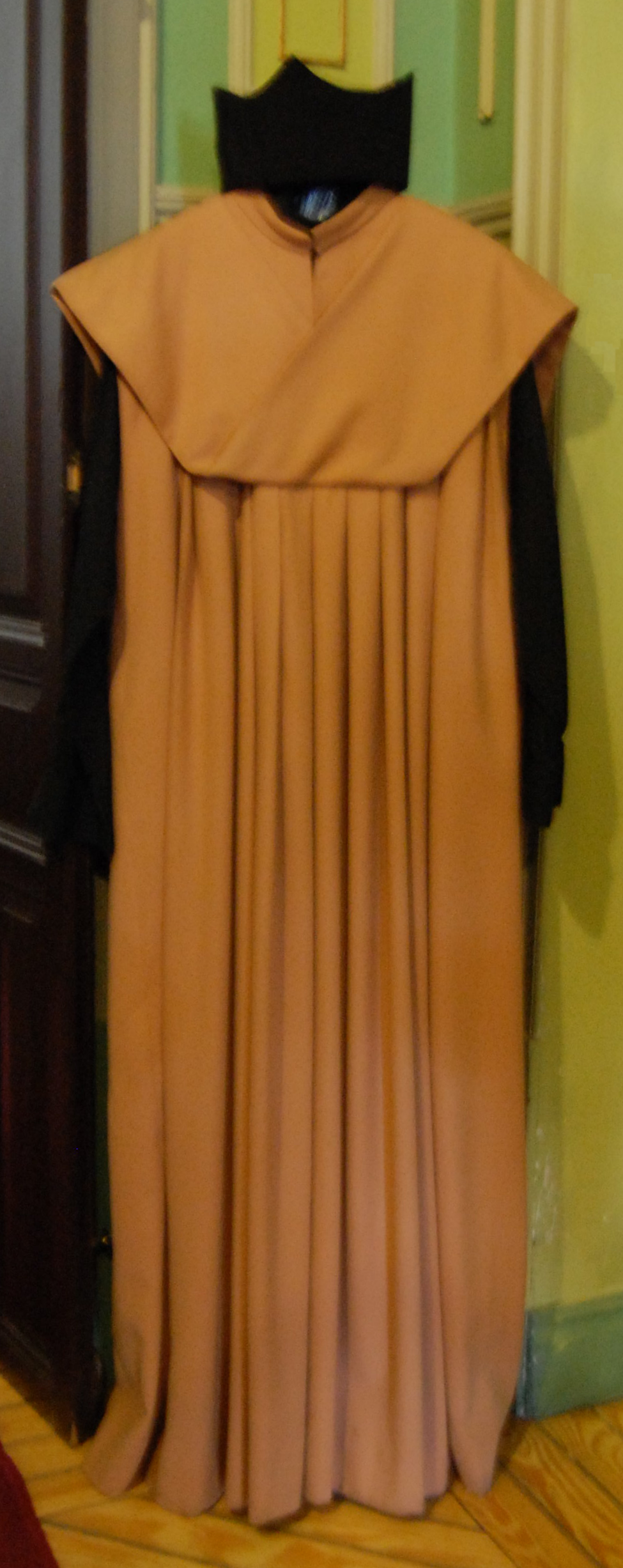
Indumentaria académica del Colegio Mayor San Ildefonso.

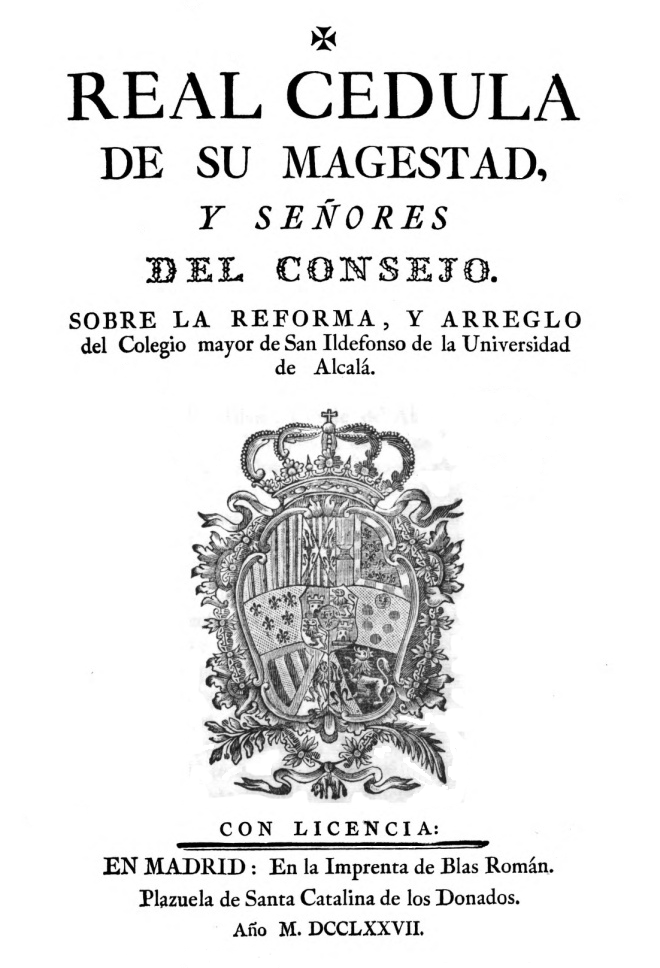
Real cédula (1777) con la reforma del Colegio Mayor de San Ildefonso.

Los miembros del Colegio Mayor de San Ildefonso eran de varias categorías:
- 33 colegiales o prebendados: eran los estudiantes pobres becados. Y los que ostentaban los principales cargos de la Universidad: rector y consiliarios.
- 12 capellanes: eran sacerdotes seculares y vivían gratuitamente (3 mayores y 9 menores)
- Porcionistas: eran los estudiantes ricos y se pagaban su estancia en el colegio
- 13 camaristas: recibían un exiguo salario de 10 florines anuales.
- socios
- 12 fámulos o familiares: 1 despensero menor, 1 cocinero, y 10 dedicados a tareas de limpieza del edificio y a la atención de los colegiales, capellanes y porcionistas.
- 13 estudiantes pobres de artes: se alimentaban de las sobras del refectorio y de un panecillo.

### Indumentaria
Los colegiales vestían con un bonete negro, un manto de color canela y una beca del mismo color con rosca.

### Miembros ilustres
- Santo Tomás de Villanueva (1486-1555) predicador, escritor ascético y religioso agustino.
- Pedro de la Gasca (1493–1567) sacerdote, político, diplomático y militar.
- Florián de Ocampo (c.1499-c.1558) historiador y cronista de Carlos I
- García Loaysa y Girón (1534-1599) arzobispo de Toledo.
- Francisco Martínez de Cenicero (¿?-1617) obispo de Canarias, Cartagena y Jaén.
- Gaspar José Vázquez Tablada  (1688-1749) obispo de Oviedo y gobernador del Consejo de Castilla.
- Antonio Jacobo del Barco (1716-1784) sacerdote y científico.
- Tomás de Lorenzana (1728-1796) obispo de Gerona.
- Rafael Tomás Menéndez de Luarca (1743-1819) obispo de Santander.
- Gaspar Melchor de Jovellanos (1744–1811) escritor, jurista y político ilustrado.
- Francisco Javier Martínez Marina (1754-1833) jurista, historiador del derecho, filólogo y sacerdote.

## Actividades
El Colegio Mayor de San Ildefonso gobernó la Universidad de Alcalá durante toda su historia, ya que de entre sus colegiales se elegía al Rector, Consiliarios, Tesorero y el resto de los puestos de gobierno. Los colegios menores debían asumir y acatar las decisiones del Rector del Colegio Mayor. En su edificio se impartían en latín las clases de teología, cánones, filosofía, medicina y derecho civil; se hallaba la biblioteca principal, se realizaban los exámenes y los actos oficiales de la Universidad. Y en su capilla se celebraban la mayoría de los actos religiosos institucionales.

## Reconocimiento
En 1914 fue declarado Monumento nacional, con código RI-51-0000132, a su fachada y primera crujía.
En 1998 la UNESCO declaró Patrimonio de la Humanidad al recinto universitario e histórico de la ciudad de Alcalá de Henares.

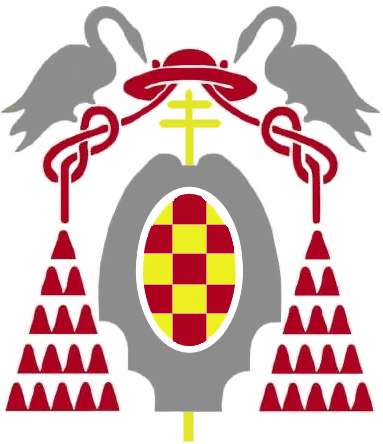
Escudo de la Universidad de Alcalá.

En 2019 se declaró Bien de Interés Cultural, en la categoría de monumento, a la "Manzana Fundacional Cisneriana de la Universidad de Alcalá" por ser un conjunto de edificios con un gran valor histórico, arquitectónico y artístico; entre los que se incluye el Colegio Mayor de San Ildefonso y sus obras artísticas.

## Galería de imágenes

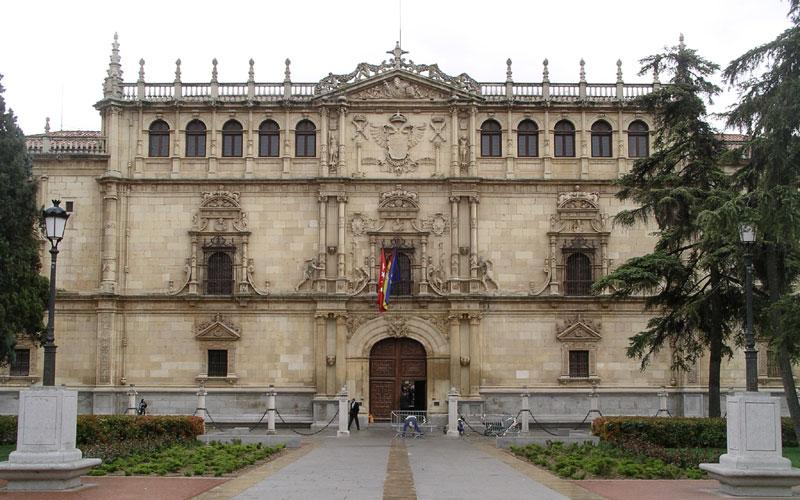
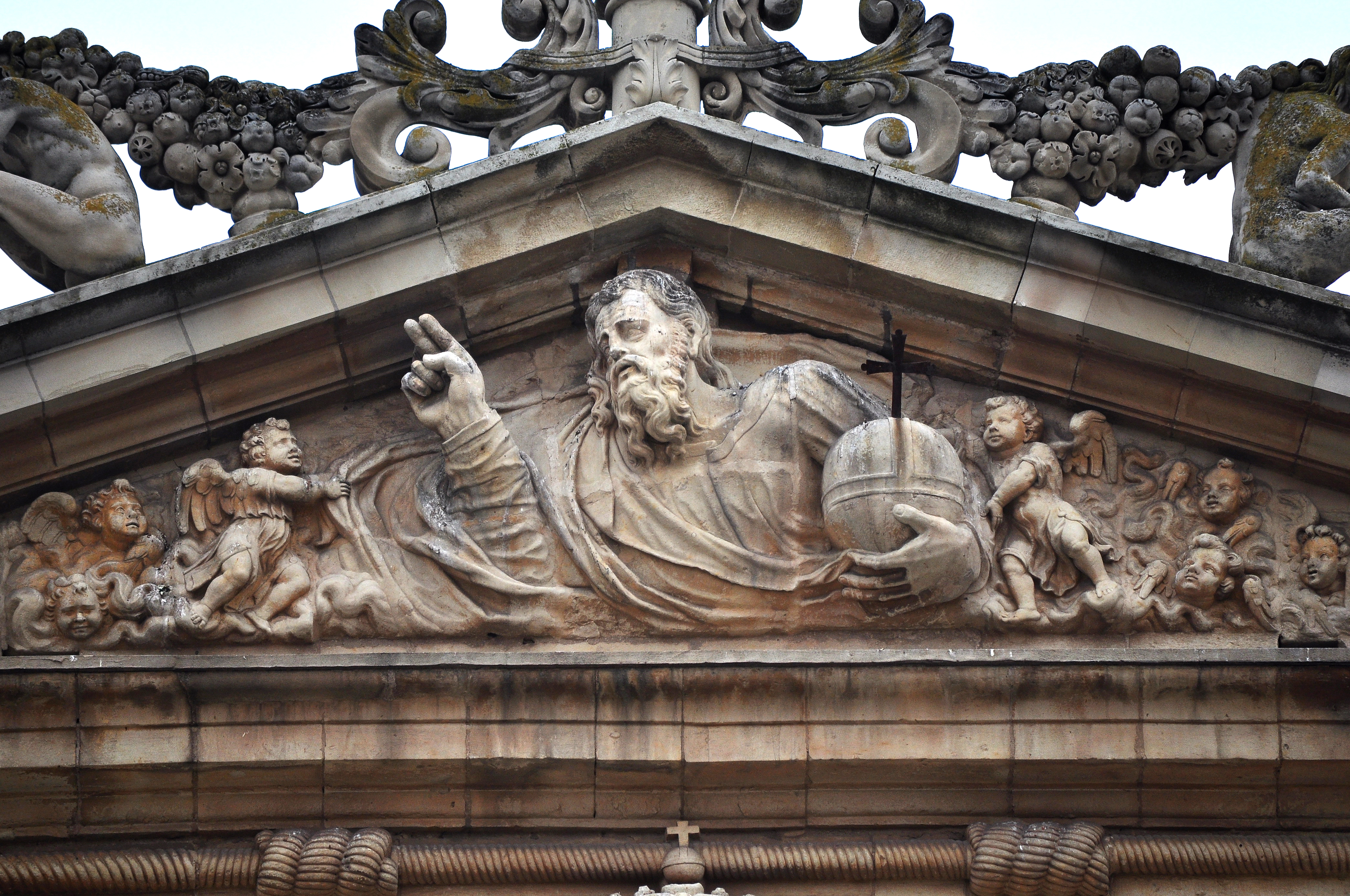
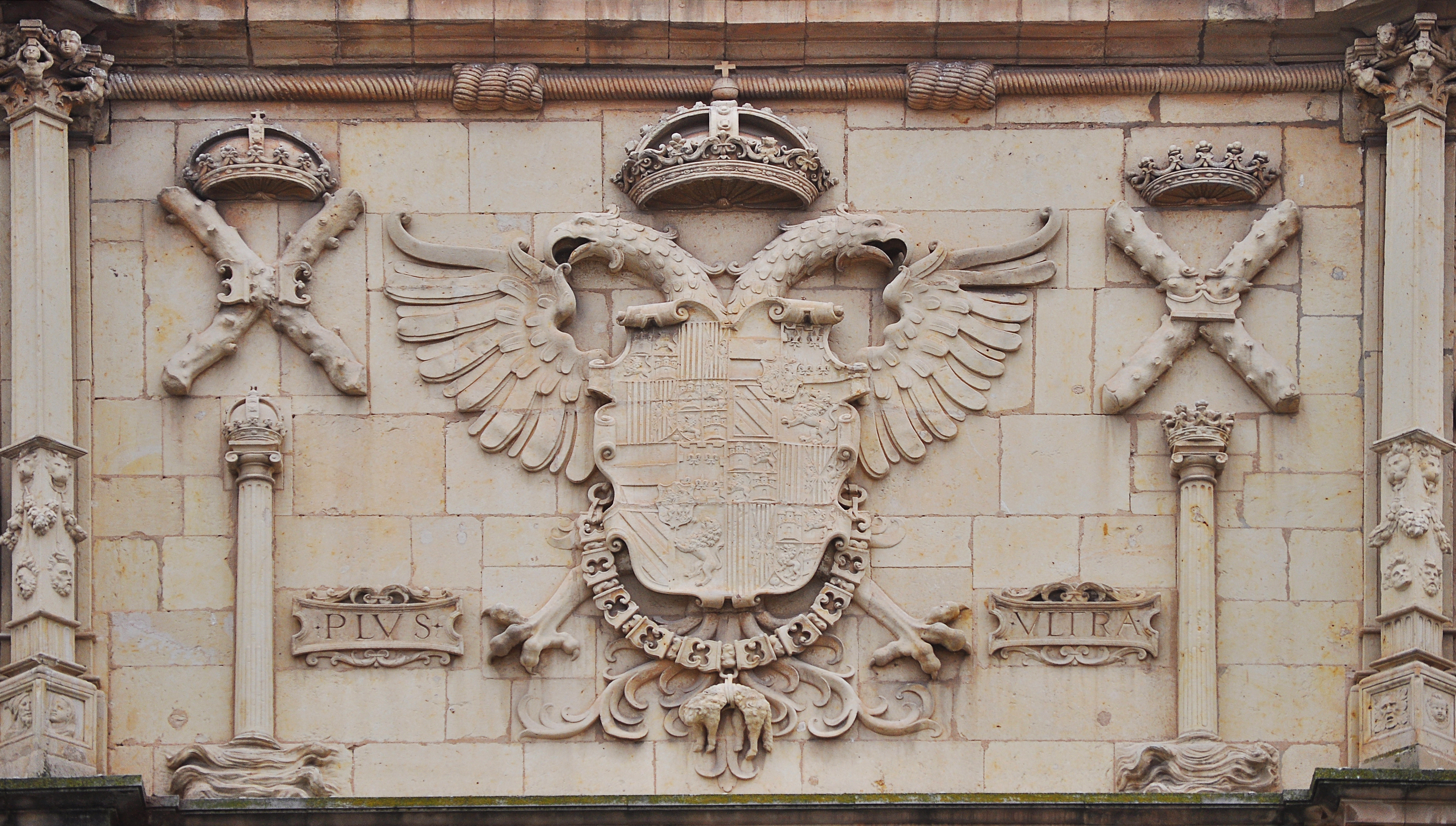
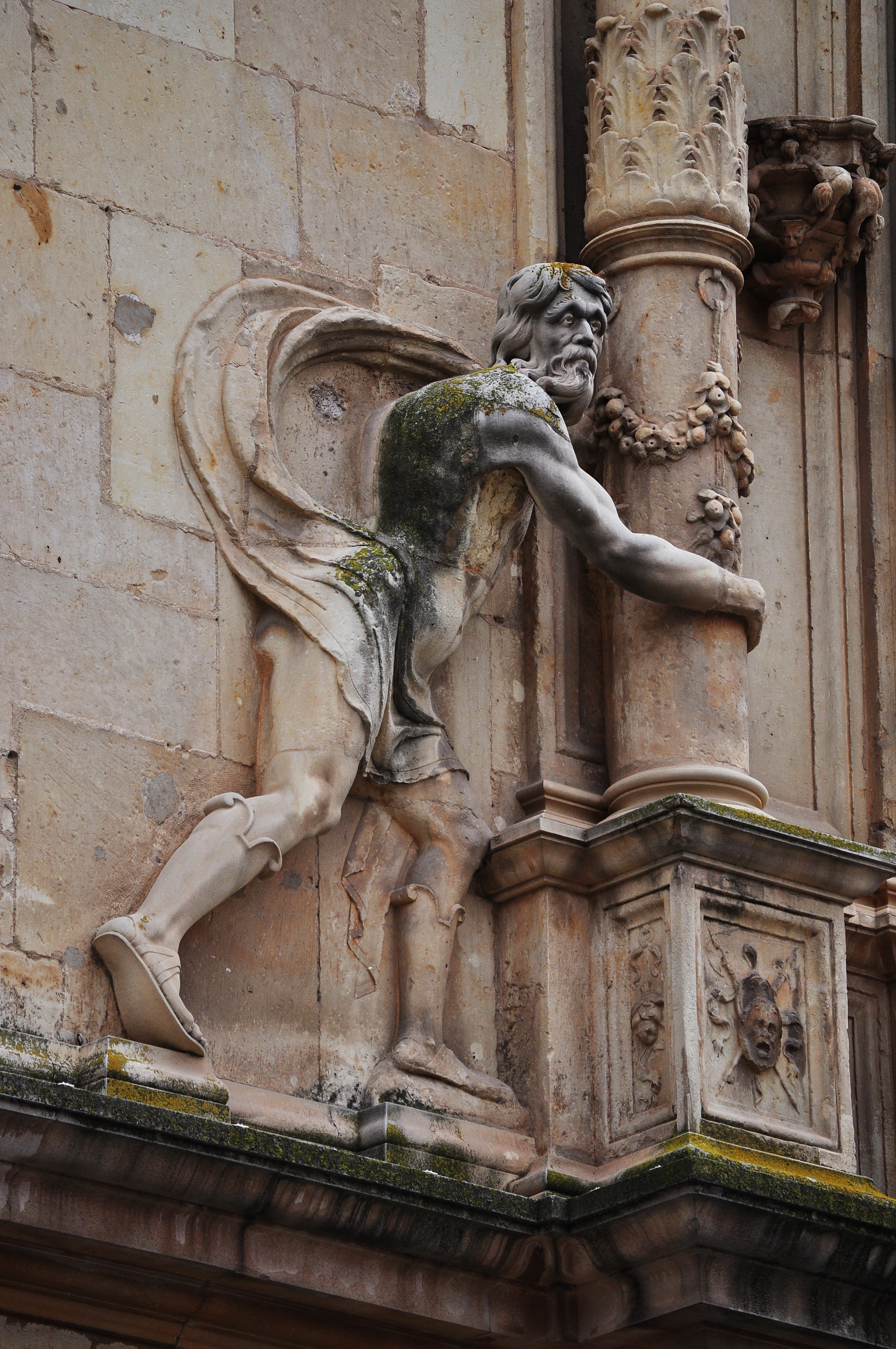
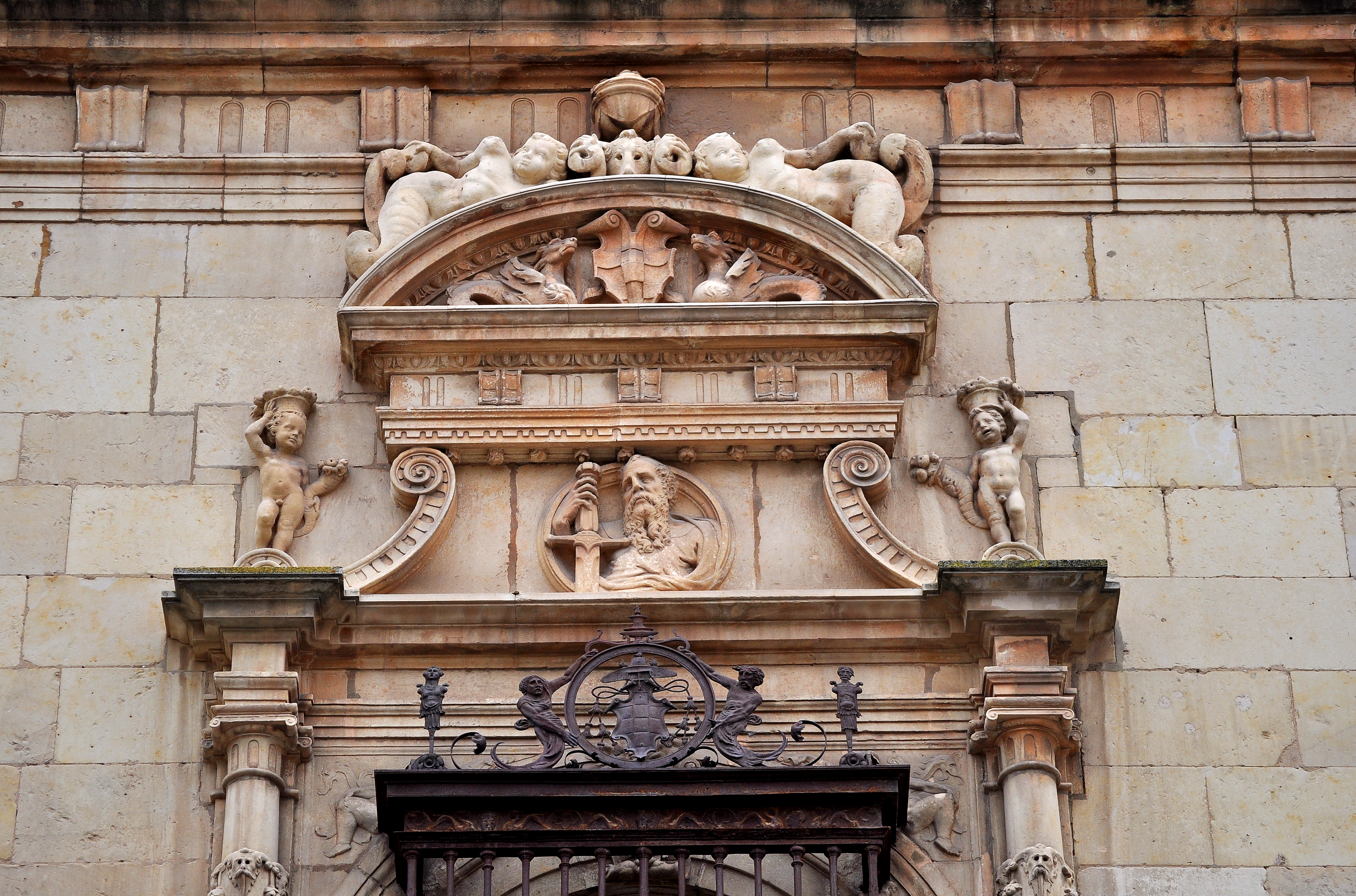
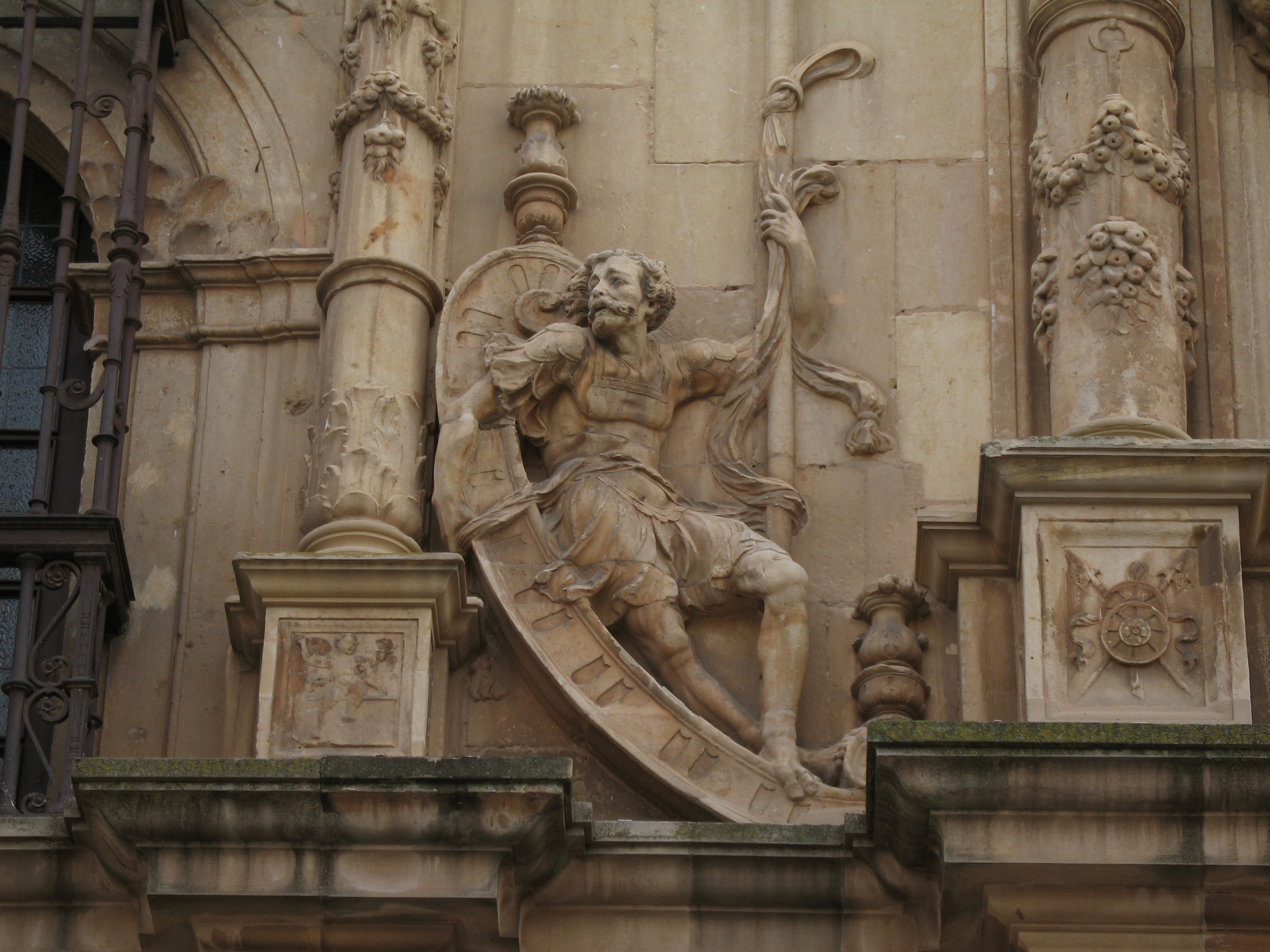
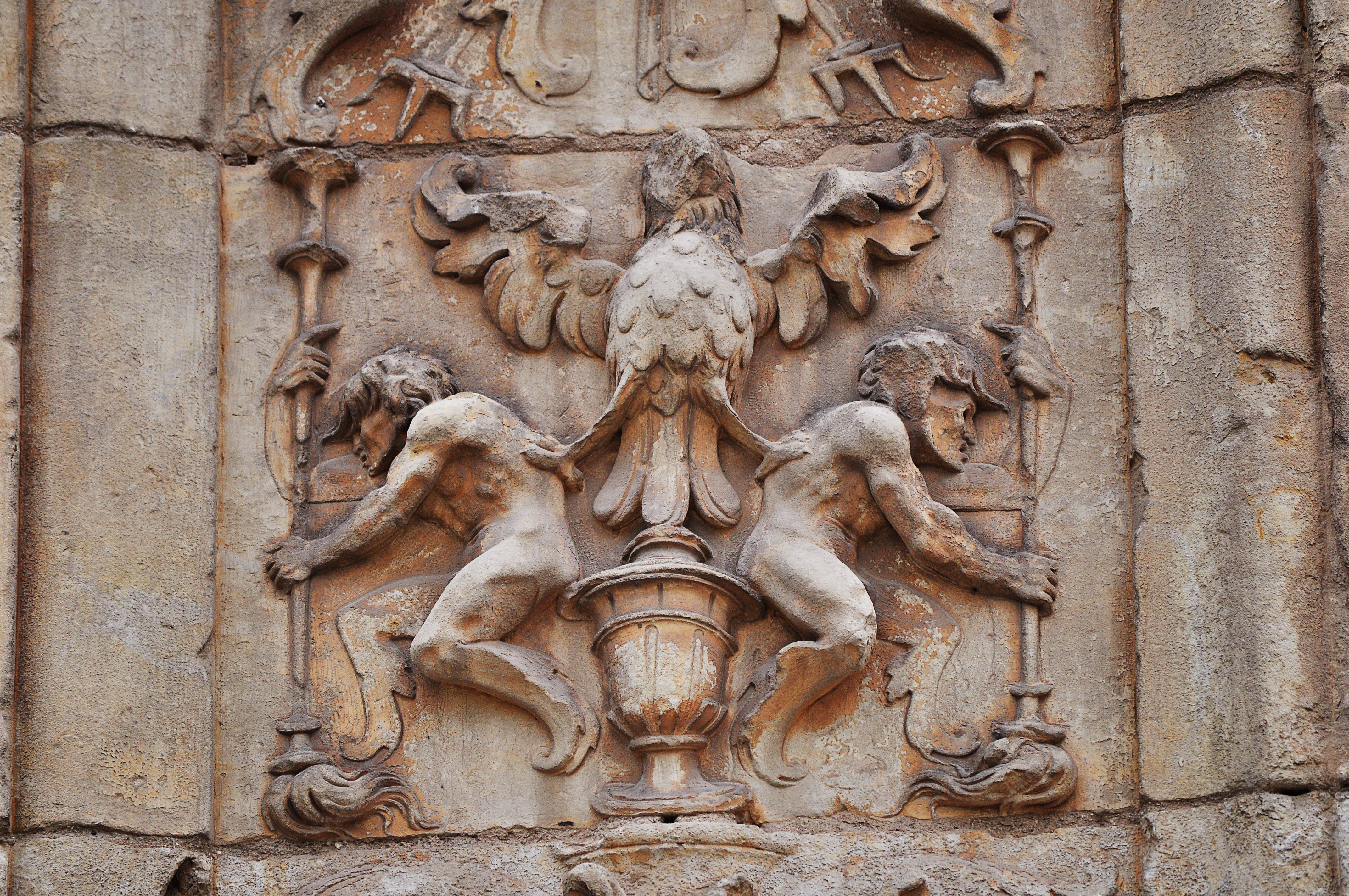
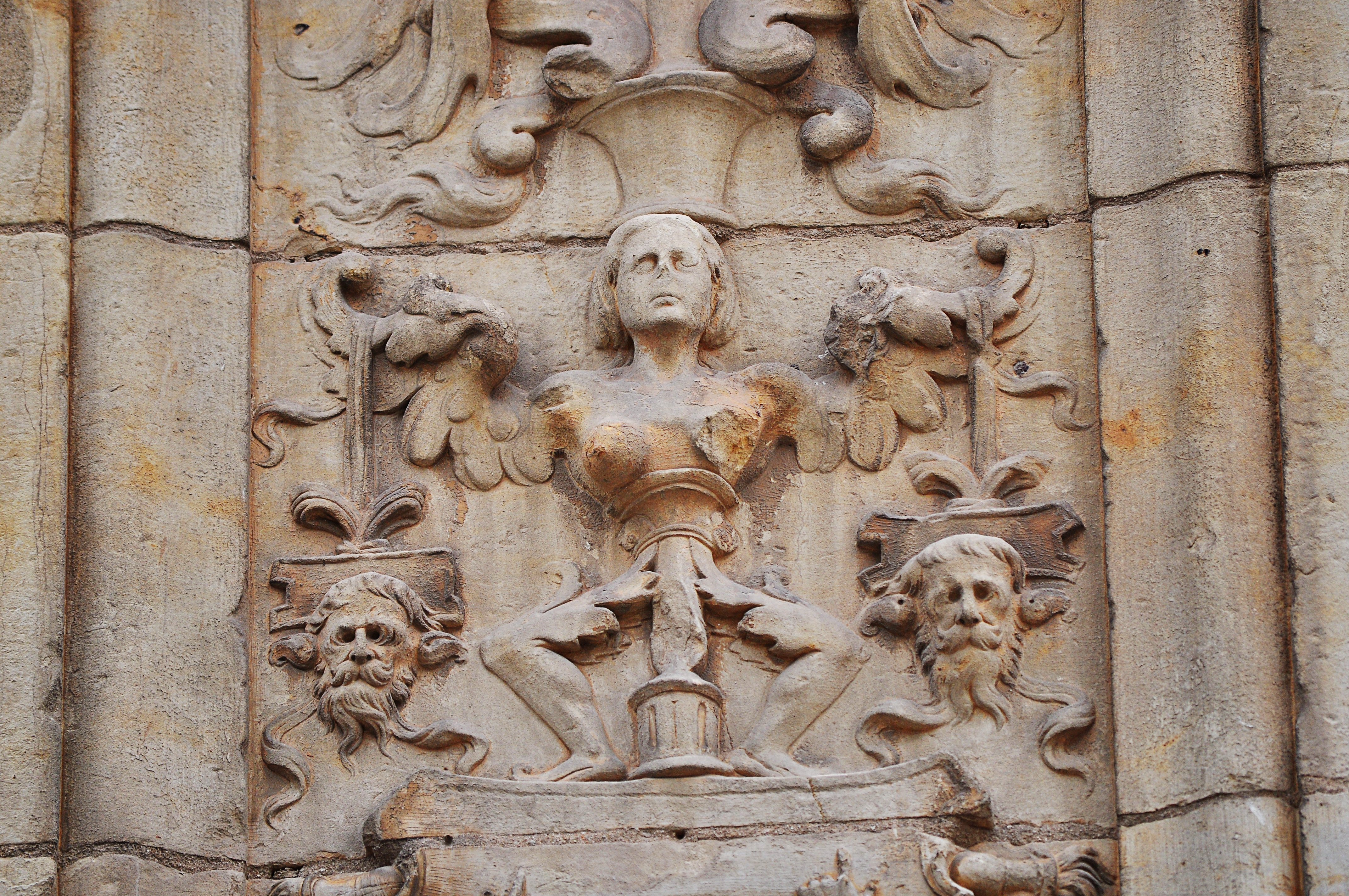

## Museo Luis González Robles

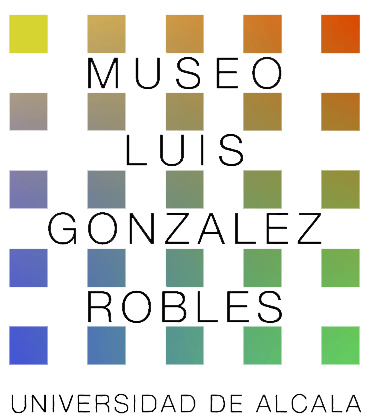
Logo del Museo Luis González Robles

El Museo Luis González Robles fue inaugurado en octubre de 2004, a partir del legado que Luis González Robles donó a la Universidad de Alcalá. Presenta exposiciones de pintura, escultura u obra gráfica de artistas contemporáneos, tanto abstractos como figurativos. La colección del Museo consta de unas dos mil obras de arte, y más de tres mil ejemplares en su fondo bibliográfico. Está situado en la antigua biblioteca del Colegio Mayor de San Ildefonso, en la primera planta del actual Rectorado.